# كايكي دي جيسوس غونسالفيس
كايكي دي جيسوس غونسالفيس هو لاعب كرة قدم برازيلي في مركز الوسط، ولد في 10 أكتوبر 1995 في غوارولوس في البرازيل. لعب مع جمعية بورتوغيزا الرياضية.

## وصلات خارجية
- كايكي دي جيسوس غونسالفيس على موقع قاعدة بيانات كرة القدم.إي يو (الإنجليزية)
- كايكي دي جيسوس غونسالفيس على موقع Soccerway.com (الإنجليزية)